# Abadia de Kells

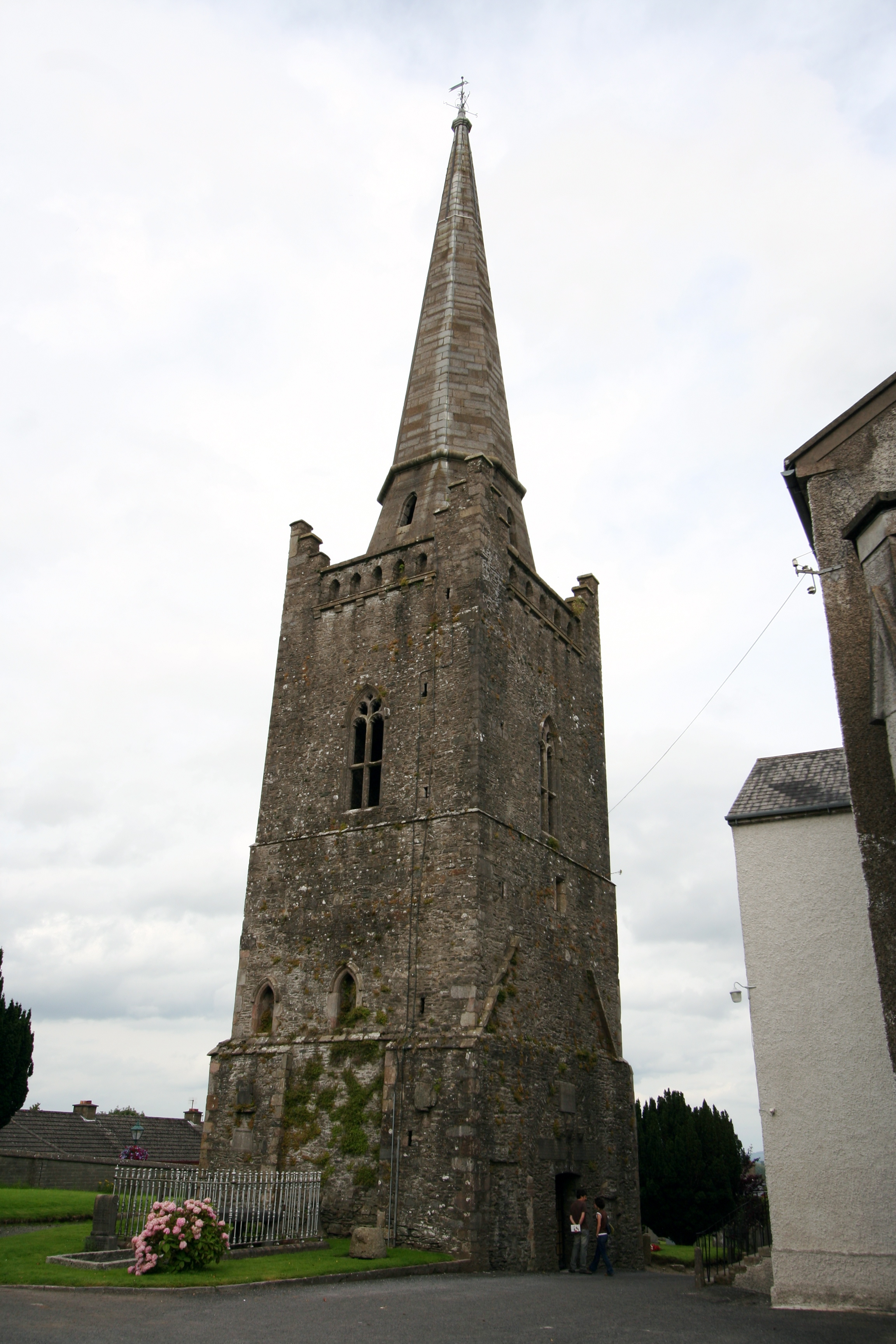
Abadia de Kells

L'abadia de Kells (en irlandès: Mainistir Cheanannais) és un antic monestir localitzat a Kells (comtat de Meath), a 60 quilòmetres al nord de Dublín, Irlanda. Va ser fundat a començaments de segle ix i va ser el lloc on es va conservar el Llibre de Kells durant la baixa edat mitjana i principis de l'edat moderna, per deixar finalment l'abadia el 1650. Gran part del Llibre de Kells va poder haver estat creat allà, encara que els historiadors no coneixen la data exacta ni les circumstàncies de la seva creació.

## Història

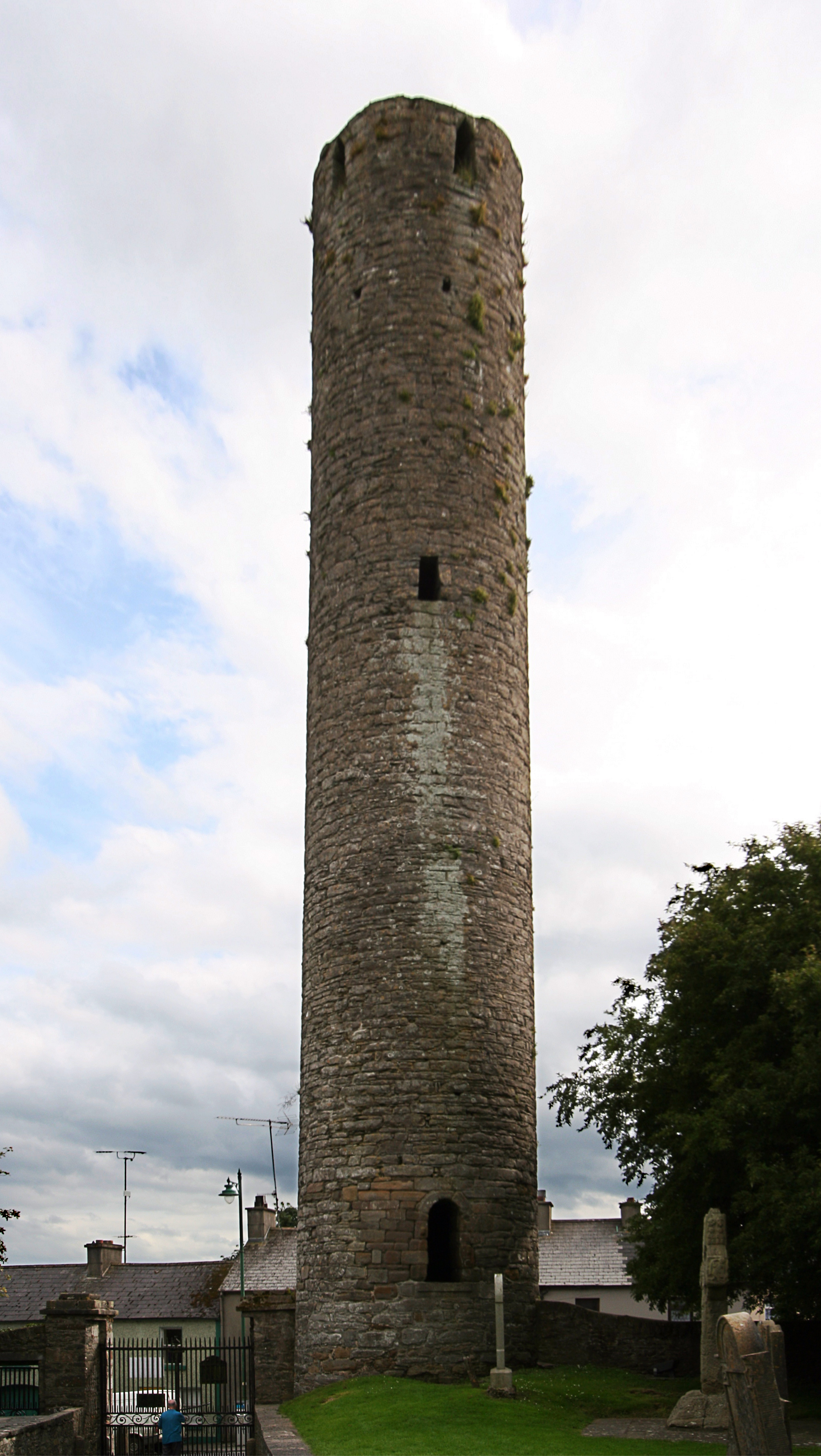
Torre circular de l'abadia de Kells

L'abadia de Kells va ser fundada en primer lloc per sant Columba d'Iona probablement l'any 554. Alguns historiadors es refereixen a una reorganització radical succeïda a començaments de segle ix per monjos fugits de l'Abadia d'Iona que havia estat atacada diverses vegades pels vikings. El lloc era una antiga fortificació irlandesa.
L'Abadia d'Iona va ser atacada per primera vegada pels incursors víkings l'any 795, i els atacs posteriors van tenir lloc els anys 802, 806 i 825. Durant l'atac víking de 806, 68 monjos van ser massacrats a Martyrs' Bay, i això va fer que molts dels monjos colombians es traslladessin a la nova abadia colombiana de Kells a Irlanda. L'any 814, l'abat d'Iona, Cala, es va retirar a Kells. Els historiadors no estan segurs si el Llibre de Kells va poder haver estat començat a Iona i acabat a Kells o si es va escriure completament a Kells per successives generacions de monjos.
Hi va haver contínues incursions vikings a l'abadia durant el segle x i va ser repetidament saquejada. Malgrat això, els monjos van aconseguir mantenir el Llibre de Kells intacte fins al 1006, quan va ser robat del santuari. Existeix una referència als Annals d'Ulster que es creu referida al robatori de Llibre de Kells i que relata com el manuscrit va ser tornat després de dos mesos, sense la coberta. Els danys causats en treure-li les cobertes probablement expliquin la pèrdua d'il·lustracions al principi i final del llibre.
Al segle xii, el monestir va ser dissolt i l'abadia es va convertir en parròquia, continuant allà el Llibre de Kells. El terreny va ser adquirit per terratinents catòlics. El llibre va romandre a Kells fins a l'any 1650, quan les tropes d'Oliver Cromwell van acampar a la ciutat, i fou enviat a Dublín per protegir-lo. El 1661, el Llibre de Kells va acabar al Trinity College, on està des d'aleshores.

## Cementeri
El cementiri està situat en un terreny que circumda l'església. Té com a elements destacables una gran torre circular i quatre grans creus.
- La torre circular: la torre té una alçada de trenta metres i data del segle x. Avui en dia hi manca la teulada cònica. La construcció data d'almenys 1076, any en què el rei de Tara, Muircheartach Maelsechnaill hi va ser assassinat.

### Creus
Dins del recinte del cementiri es poden trobar quatre grans creus celtes. Aquestes creus es denominen west cros, north cros, Patrici et Columbae i l'east cros.
- La west cros: està situada en el límit del cementiri i són destacables els relleus que representen el baptisme de Jesús, la caiguda d'Adam, el judici de Salomó i l'arca de Noé.
- La north cros: avui dia està gairebé desapareguda i solament es conserva la pedra de la base.
- La creu de sant Patrici i Columba: és la creu millor conservada del cementiri i es troba als seus encontorns. A la base es pot llegir la inscripció: «Patrici et Columbae Crux». Els relleus representen Daniel a la cova del lleó, la caldera ardent, l'expulsió d'Adam i un motiu de caça. A l'altra part de la creu, estan representats el Judici Final, la crucifixió de Crist i un carro amb els seus carreters i un gos al seu costat.
- L'east cros: és una creu inacabada perquè conté diverses plaques sense esculpir. Dins de la part acabada, es pot destacar un conjunt de quatre figures en un dels seus braços i un gravat al centre, que representa la crucifixió de Crist.